# Iván Marcano
Artikeln följer den spanska namnseden; faderns efternamn är Marcano och moderns efternamn Sierra.
Iván Marcano Sierra, född 23 juni 1987, är en spansk fotbollsspelare som spelar för Porto.

## Karriär
Den 31 maj 2018 värvades Marcano av Roma, där han skrev på ett treårskontrakt. Den 11 juli 2019 återvände Marcano till Porto.